# Baeckea gunniana
Baeckea gunniana là một loài thực vật có hoa trong Họ Đào kim nương. Loài này được Schauer ex Walp. mô tả khoa học đầu tiên năm 1843.